# Kalodzisjtjy
Kalodzisjtjy (belarusiska: Калодзішчы) är en agropolis i Belarus. Den ligger i voblasten Minsks voblast, i den centrala delen av landet, 15 km öster om huvudstaden Minsk. Kalodzisjtjy ligger 242 meter över havet och antalet invånare är 17 000.

## Natur
Terrängen runt Kalodzisjtjy är platt. Trakten är tätbefolkad. Närmaste större samhälle är Mіnsk, 14,9 km väster om Kalodzisjtjy.